# World Professional Basketball Tournament
Das World Professional Basketball Tournament war ein US-amerikanisches Einladungsturnier für professionelle Basketball-Teams, das zwischen 1939 und 1948 einmal im Jahr ausgetragen wurde. Am Turnier nahmen Mannschaften aus verschiedenen Basketball-Ligen teil. Zu den populärsten Zeiten des World Professional Tournaments galt dessen Gewinner gemeinhin als beste Mannschaft der Welt.

## Geschichte
Das World Professional Tournament wurde von der lokalen Zeitung Chicago Herald-American gesponsert. Ein Mitarbeiter der Sportabteilung erdachte das Konzept des Einladungsturniers, das dann von Arch Ward organisiert wurde. Im ersten Turnierjahr nahmen zwölf Mannschaften teil, zum größten Teil aus der National Basketball League. In dieser Liga spielten zum damaligen Zeitpunkt ausschließlich Teams mit Kadern aus weißen Spielern. Die einzigen beiden Mannschaften mit afroamerikanischen Spielern, die 1939 am World Professional Basketball Tournament teilnahmen, waren die New York Renaissance und die Harlem Globetrotters. Die Begegnungen waren so angesetzt, dass ein Finale mit diesen beiden Mannschaften durch den Turniermodus ausgeschlossen war. Die Einladung der beiden landesweit bekannten Teams wurde vom Publikum jedoch als Zeichen großer Qualität des Teilnehmerfeldes verstanden.
Im Finale 1939 besiegte die New York Renaissance die Oshkosh All-Stars und wurde zum Gewinner des Premierenturniers. Es hatte Rekordzuschauerzahlen und bis dahin ungekannte Medienpräsenz vorzuweisen. In den zehn Jahren, in den das Turnier ausgetragen wurde, steigerte sich beides noch, bis die Fusion der NBL und der Basketball Association of America (BAA) zur National Basketball Association (NBA) das Ende der World Professional Basketball Tournaments mit sich brachte.

## Turniersieger
| Jahr | Siegermannschaft           |
| ---- | -------------------------- |
| 1939 | New York Renaissance       |
| 1940 | Harlem Globetrotters       |
| 1941 | Detroit Eagles             |
| 1942 | Oshkosh All-Stars          |
| 1943 | Washington Bears           |
| 1944 | Fort Wayne Zollner Pistons |
| 1945 | Fort Wayne Zollner Pistons |
| 1946 | Fort Wayne Zollner Pistons |
| 1947 | Indianapolis Kautskys      |
| 1948 | Minneapolis Lakers         |